# مفاهیم رند و رندی در غزل حافظ
«مفاهیم رند و رندی در غزل حافظ» نامی است که سخنرانیِ احمد شاملو در ۳۰ نوامبر ۱۹۹۰ در دانشگاه کالیفرنیا، برکلی بدان شناخته می‌شود.

## متن
متن سخنان شاملو همان سال در کتابی به نام مفاهیم رند و رندی در غزل حافظ (۱۹۹۰) در آمریکا منتشر شد.